# Isidro Figueras
Isidro Figueras (Barcelona, 2 de enero de 1913) fue un ciclista español que estaba establecido en Toulouse y que corrió en los años previos a la guerra civil española. Sus éxitos deportivos más destacados serían la victoria en una etapa de la Vuelta en Cataluña y la edición del Trofeo Masferrer de 1934. Participó en la carrera Jaca-Barcelona del 1934, pero estuvo sancionado por carencia de deportividad.
El 1933 tuvo el honor de ser el primer ciclista español al finalizar lo Giro de Italia.

## Palmarés
- 1933
  - Vencedor de una etapa de la Vuelta a Pontevedra
- 1934
  - 1.º en el Trofeo Masferrer
  - Vencedor de una etapa de la Volta a Cataluña

### Resultados al Giro de Italia
- 1933. 39.º de la clasificación general

### Resultados a la Vuelta en España
- 1935. 21.º de la clasificación general